# Мертва хватка (серіал, 2022)
Мертва хватка (пол. Zachowaj spokój) — польський серіал режисерів Міхала Газда та Бартош Конопка, доступний з 22 квітня 2022 року.
Постановка заснована на однойменному романі Гарлана Кобена.

## Сюжет
Молодий чоловік безслідно зникає після смерті свого друга, а ідеальний фасад приязного заможного передмістя Варшави починає тріщати по швах, викриваючи брехню й таємниці.

## Актори та ролі
| Актор                  | Роль                       |
| ---------------------- | -------------------------- |
| Магдалена Бочарська    | Ганна Барчик               |
| Лешек Ліхота           | Міхал Барчик               |
| Кшиштоф Олексин        | Адам Барчик                |
| Домініка Кшемінська    | Оля Барчик                 |
| Вікторія Городецька    | Беата Хол                  |
| Агата Лабно            | Кая Копінська              |
| Томаш Драбек           | Януш Новак                 |
| Сільвія Боронь         | Маріанна Новак             |
| Клементина Карнковська | Яшміна Новак               |
| Юстина Василевська     | Вієра                      |
| Яцек Понедзялек        | Натан                      |
| Моніка Квятковська     | Рената Кордовська          |
| Себастьян Пердек       | Поліцейський Марек         |
| Ерік Кульм             | Поліцейський Яцек          |
| Юлія Вишинська         | Евеліна Міллер             |
| Бартломіей Топа        | Тадеуш Левицький           |
| Катажина Квятковська   | Данута Левицька            |
| Ґжегож Дамєцький       | Павло Копінський           |
| Агнешка Гроховська     | Лаура Гольдштайн-Копінська |
| Якуб Прусський         | Блажей Мишковський         |
| Микола Слива           | Гжегож Гаєвич              |
| Александра Юста        | Олівія Дановська           |
| Барбара Йонак          | Йоанна Маковська           |
| Мірослав Збройевич     | Борис Гаєвич               |

## Сезони
| Сезон          | Епізоди | Епізоди | Оригінальний показ | Оригінальний показ | Оригінальний показ |
| Сезон          | Епізоди | Епізоди | Перший показ       | Останній показ     | Мережа             |
| -------------- | ------- | ------- | ------------------ | ------------------ | ------------------ |
| Сезон 1 (2022) | 6       | 6       | 22 квітня 2022     | 22 квітня 2022     | Netflix            |

### Сезон 1 (2022)
| № | # | Назва                  | Перший ефір    |
| --- | - | ---------------------- | -------------- |
| 1 | 1 | «Епізод 1» «Episode 1» | 22 квітня 2022 |
| Після смерті найкращого друга Адам починає поводитися підозріло. Анна встановлює на його телефон шпигунську програму, щоб дізнатися, що його турбує. |   |                        |                |
| 2 | 2 | «Епізод 2» «Episode 2» | 22 квітня 2022 |
| Коли Адам й Анна безслідно зникають, поліція знаходить тіло жінки середніх років там, де востаннє бачили підлітка.                                   |   |                        |                |
| 3 | 3 | «Епізод 3» «Episode 3» | 22 квітня 2022 |
| Поки Кая з друзями шукають Адама у Варшаві, Анна відвідує місце, де було знайдено тіло Ігоря.                                                        |   |                        |                |
| 4 | 4 | «Епізод 4» «Episode 4» | 22 квітня 2022 |
| Хоча Адам пише Каї, що скоро повернеться, вона продовжує шукати його й потрапляє в небезпечну ситуацію.                                              |   |                        |                |
| 5 | 5 | «Епізод 5» «Episode 5» | 22 квітня 2022 |
| Після допиту у відділі карного розшуку щодо незаконного обігу рецептурних ліків Анна отримує тривожні новини про свого сина.                         |   |                        |                |
| 6 | 6 | «Епізод 6» «Episode 6» | 22 квітня 2022 |
| Блажей і Гайос планують звинуватити в усьому Гуру. Батьки Адама дізнаються, де знаходяться одноразові телефони, якими користувався їхній син.        |   |                        |                |